# M. C. Escher
Maurits Cornelis Escher (Leeuwarden, 17 de junho de 1898 — Hilversum, 27 de março de 1972) foi um artista gráfico holandês conhecido pelas suas xilogravuras, litografias e meios-tons (mezzotints), que tendem a representar construções impossíveis, preenchimento regular do plano, explorações do infinito e as metamorfoses - padrões geométricos entrecruzados que se transformam gradualmente para formas completamente diferentes. Também era conhecido pela execução de transformações geométricas (isometrias) nas suas obras.

## Biografia

### Primeiros anos
Maurits Cornelis Escher nasceu em Leeuwarden, Frísia, em uma casa que hoje faz parte do Museu de Cerâmica de Princessehof. Era o filho mais novo do engenheiro civil, George Arnold Escher e sua segunda esposa, Sara Gleichman. Em 1903, a família mudou-se para Arnhem, onde frequentou a escola primária e a escola secundária até 1918. Conhecido por seus amigos e família como "Mauk", era uma criança doente, e foi colocado numa escola especial, com sete anos de idade, e falhou no segundo grau. Embora se tenha destacado no desenho, as suas notas eram geralmente baixas. Também fez carpintaria e aulas de piano até os seus treze anos de idade. Em 1919, Escher frequentou a Faculdade de Arquitetura e Artes Decorativas de Haarlem.
Em Haarlem, estudou brevemente arquitetura mas falhou (em parte devido a uma infecção persistente da pele) e mudou para artes decorativas. Estudou com Samuel Jessurun de Mesquita, com quem permaneceu amigo durante vários anos. Em 1922, Escher deixou a escola depois de ter experiência adquirida em desenho e ao fazer xilogravuras.

### Anos seguintes e morte
O ano de 1922 foi um ano importante de sua vida: Escher viajou através da Itália (Florença, San Gimignano, Volterra, Siena, Ravello) e Espanha (Madrid, Toledo, Granada). Ficou impressionado com o campo italiano e pela Alhambra, um castelo mouro do século XIV, em Granada. Os intrincados desenhos decorativos no Alhambra, que foram baseados em simetrias geométricas, caracterizam-se entrelaçados com padrões repetitivos esculpidos nos tetos e paredes de pedra, foram uma poderosa influência sobre obras de Escher. Na Itália, Escher conheceu Jetta Umiker, com quem se casou em 1924. O casal estabeleceu-se em Roma, onde seu primeiro filho, Giorgio (George) Arnaldo Escher, em homenagem a seu avô, nasceu. Escher e Jetta mais tarde tiveram mais dois filhos: Arthur e Jan. Em 1935, o clima político na Itália (sob Mussolini) tornou-se inaceitável para Escher. Não tinha nenhum interesse na política, achando impossível envolver-se com quaisquer outros ideais do que as expressões de seus próprios conceitos através de seu próprio meio em particular. Quando seu filho mais velho, George, com nove anos de idade, foi forçado a usar uniforme da Opera Nazionale Ballila na escola, a família deixou a Itália e se mudou para Chateau-d'Oex na Suíça, onde permaneceram por dois anos.

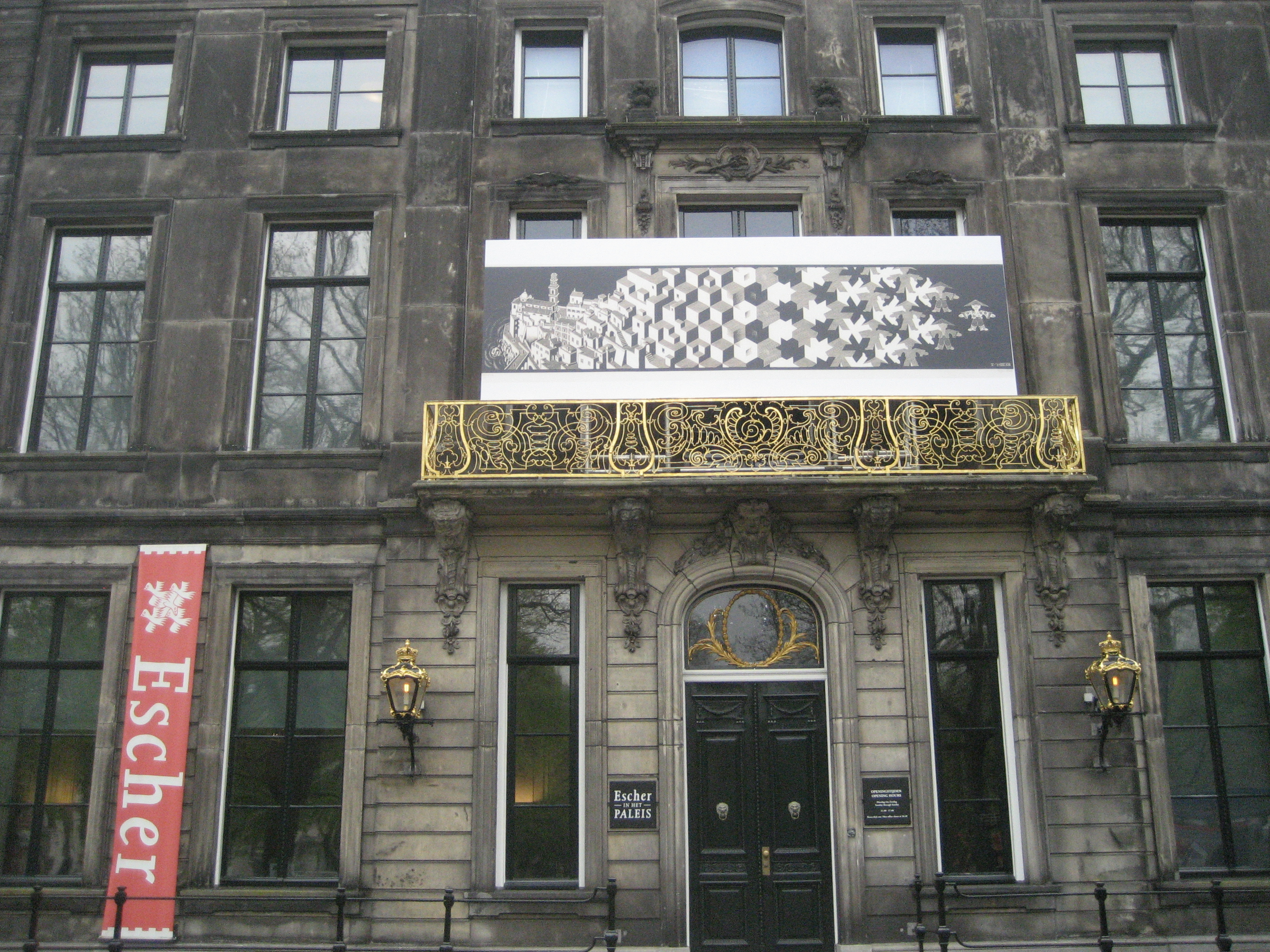
Casa de Escher na Lange Voorhout, em Haia, na Holanda do Sul.

Escher, que tinha sido muito afeiçoado e inspirado pelas paisagens da Itália, era decididamente infeliz na Suíça. Em 1937, a família mudou-se novamente, desta vez para Uccle, um subúrbio de Bruxelas, na Bélgica. A Segunda Guerra Mundial obrigou-os a mudarem-se em janeiro de 1941, desta vez para Baarn, Países Baixos, onde Escher viveu até 1970. O tempo às vezes nublado, frio e úmido dos Países Baixos permitiu-lhe concentrar-se intensamente em seu trabalho. Um tempo após ter sido operado, o ano de 1962 foi o único período em que Escher não trabalhou em novas peças. Maurits Cornelis Escher morreu no Hospital Hilversum antes de ter completado os 74 anos.

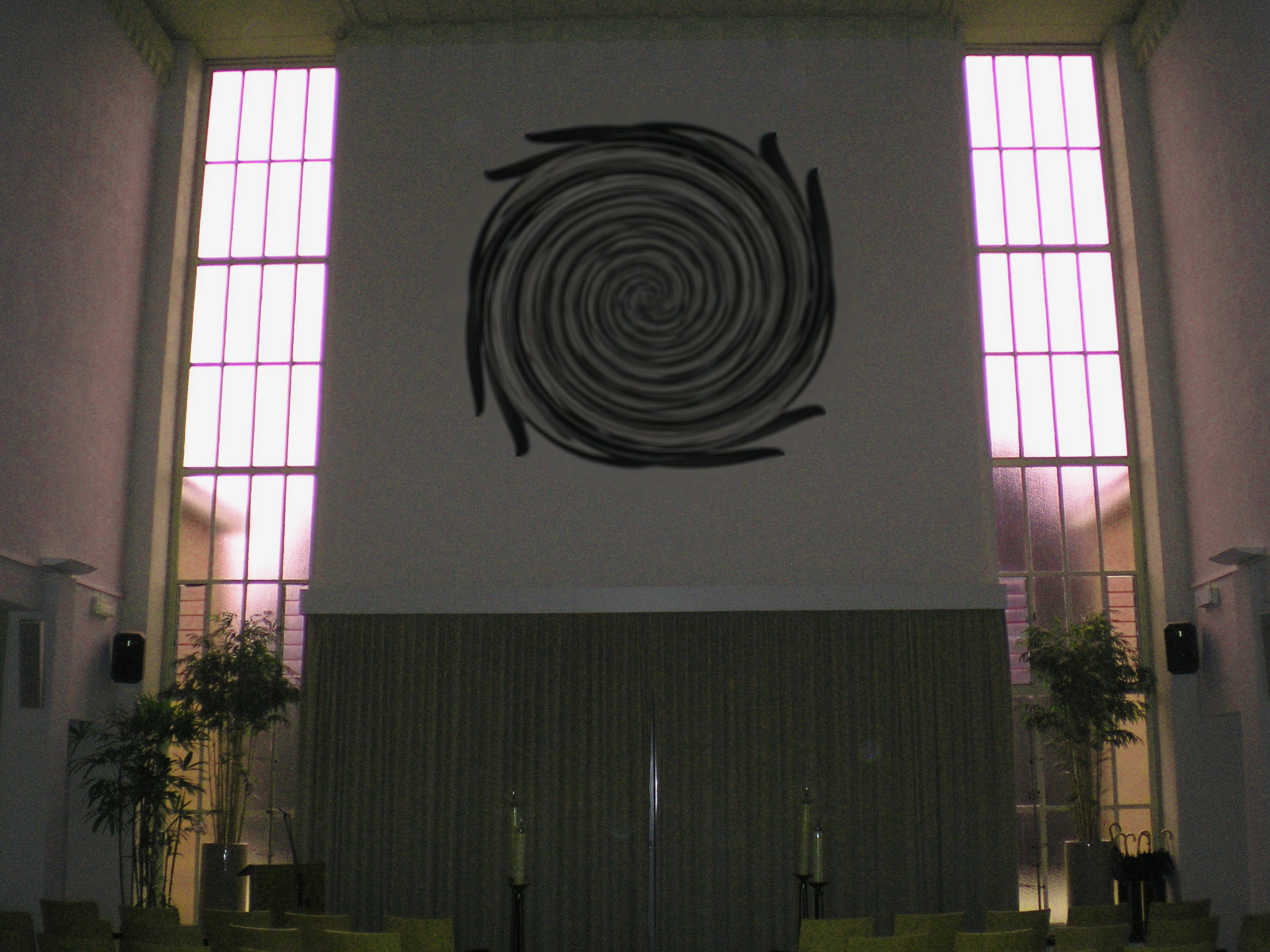
Fotografia de uma obra de Escher em exposição.

| “ | Deus não pode existir sem o mal, e desde que se aceite a ideia da existência de Deus, tem-se de aceitar, também, a do mal. É uma questão de equilíbrio. Esta dualidade é a minha vida. | ” |

## Obra
Uma das principais contribuições da obra deste artista está em sua capacidade de gerar imagens com efeitos de ilusões de ótica.

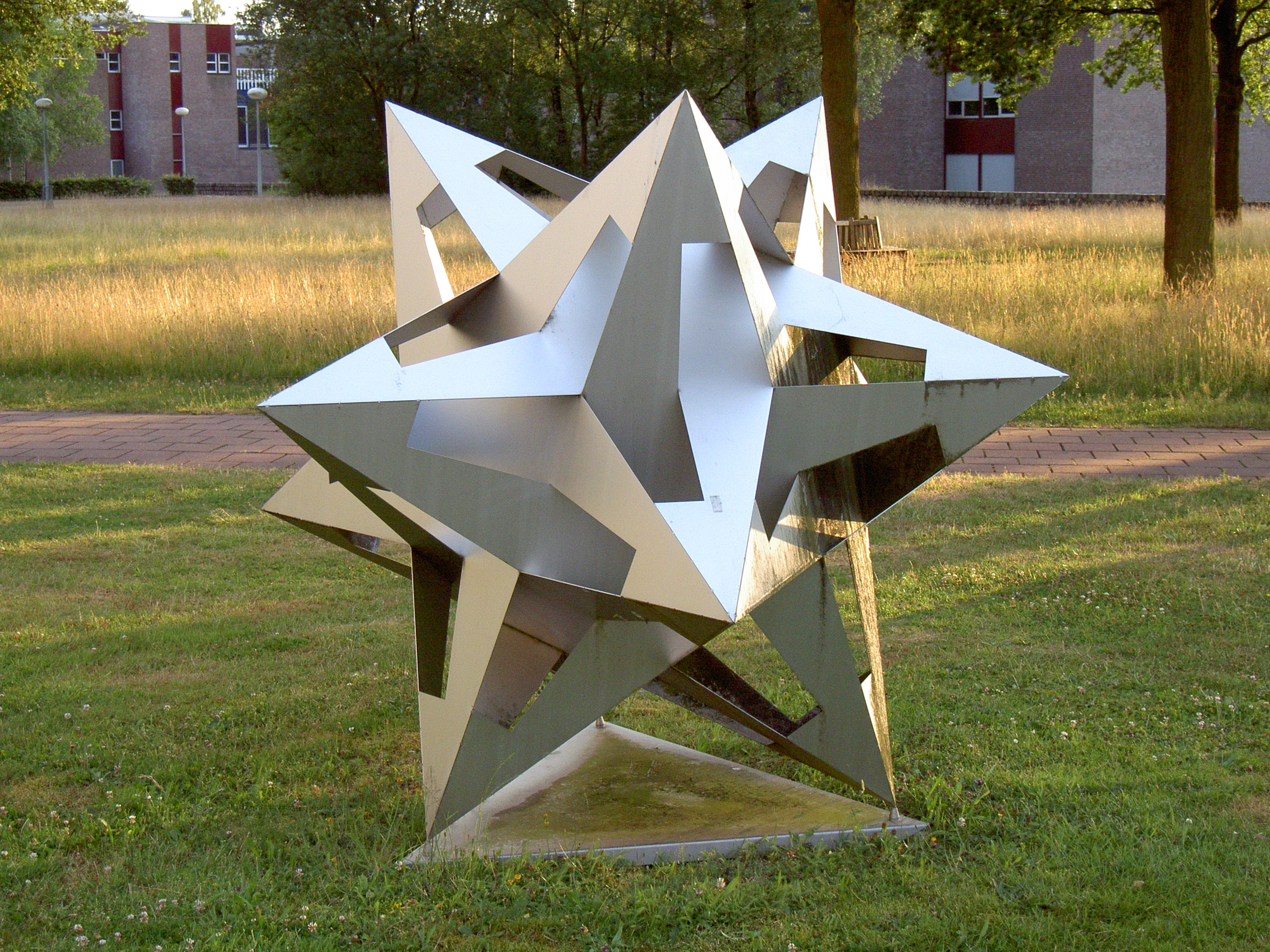
Escultura de um pequeno dodecaedro estrelado, como na obra Gravitação de Escher de 1952 (Universidade de Twente)

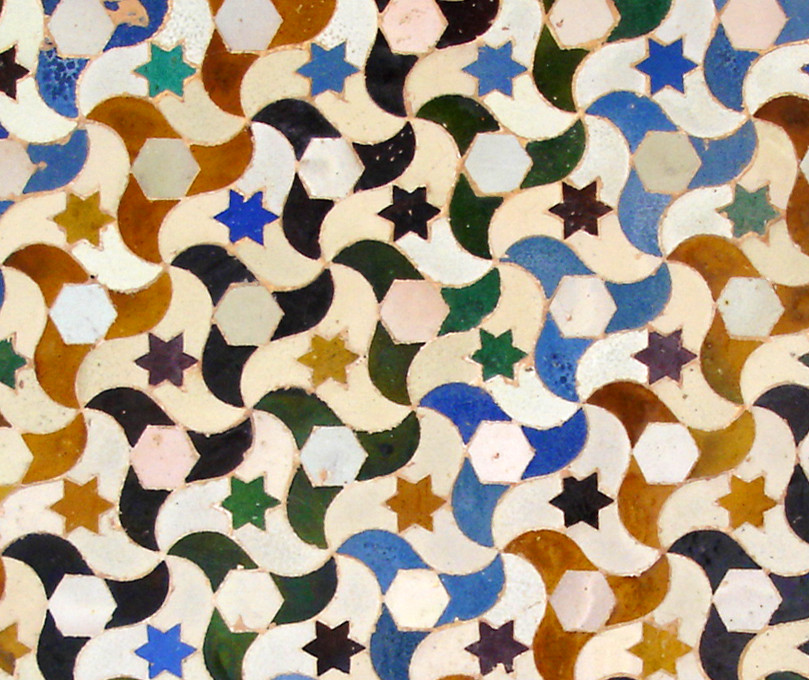
Pavimentações mouriscas, incluindo está em Alhambra, inspiraram o trabalho de Escher com ladrilhos do avião. Fez esboços deste e de outros padrões de Alhambra em 1936.

Foi numa visita à Alhambra, na Espanha, que o artista conheceu e se encantou pelos mosaicos que havia neste palácio de construção árabe. Escher achou muito interessante as formas como cada figura se entrelaçavam a outra e se repetia, formando belos padrões geométricos. Junto com George Pólya, que o influenciou, foi um dos primeiros que estudou os desenhos islâmicos sob uma perspectiva cristalográfica. Este foi o ponto de partida para os seus trabalhos mais famosos, que consistiam no preenchimento regular do plano, normalmente utilizando imagens geométricas e não figurativas, como os árabes faziam por causa da sua religião muçulmana, que proíbe tais representações. A partir de uma malha de polígonos, regulares ou não, Escher fazia mudanças, mas sem alterar a área do polígono original. Assim surgiam figuras de homens, peixes, aves, lagartos, todos envolvidos de tal forma que nenhum poderia mais se mexer. Tudo representado num plano bidimensional. Escher brincava com o fato de ter que representar o espaço, que é tridimensional, num plano bidimensional, como a folha de papel. Com isto criava figuras impossíveis, representações distorcidas e paradoxais. Posteriormente foi considerado um grande matemático geométrico. Escher utilizava três tipos de transformações geométricas para padrões de simetria em tesselação: translações, rotações e reflexões deslizantes.